# Opuntia tuna
Espèce
Classification phylogénétique
Statut CITES
Opuntia tuna est un cactus du genre Opuntia originaire d'Amérique centrale, dans la zone caraïbe.

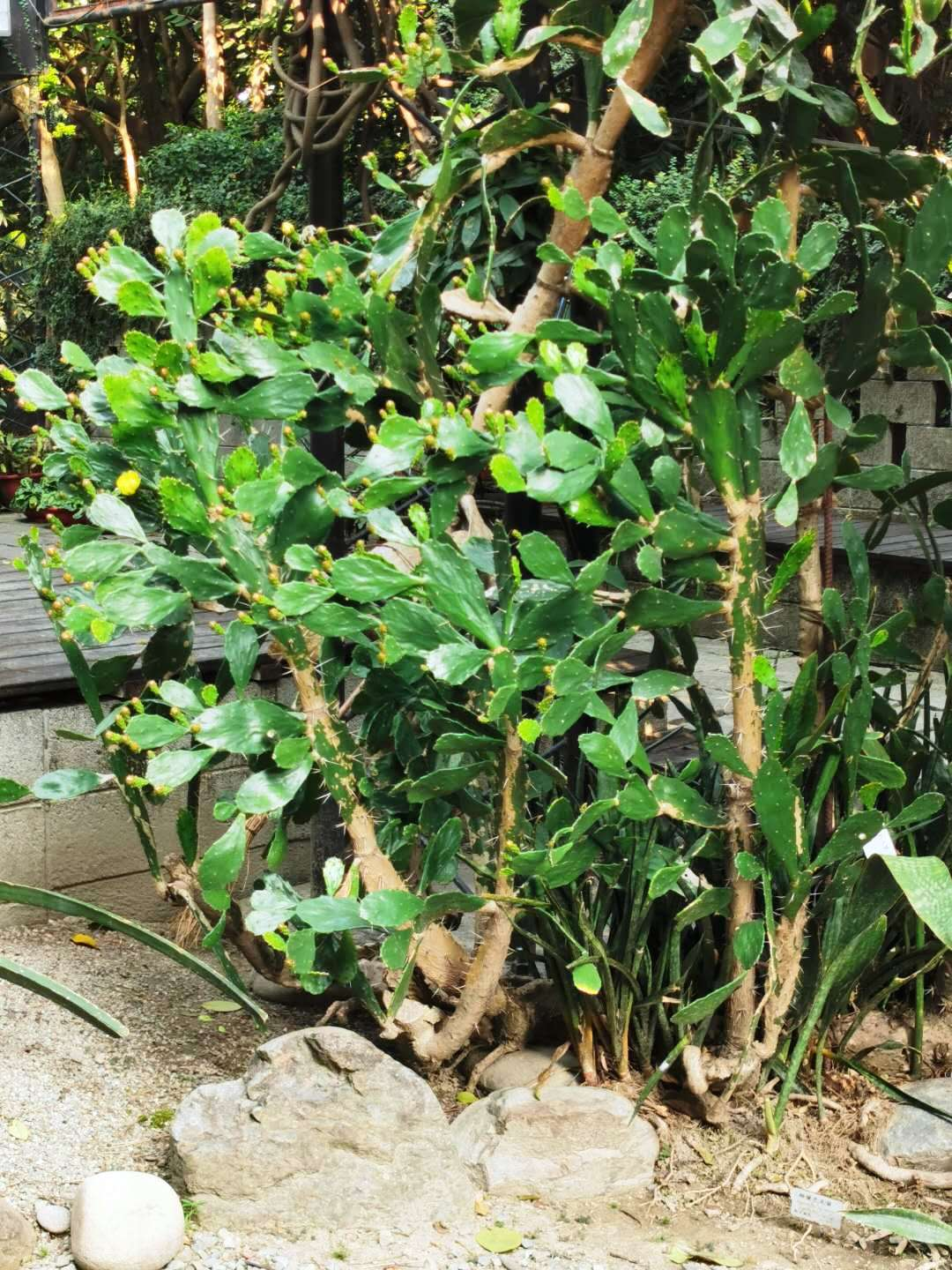
Arbuste succulent persistant.
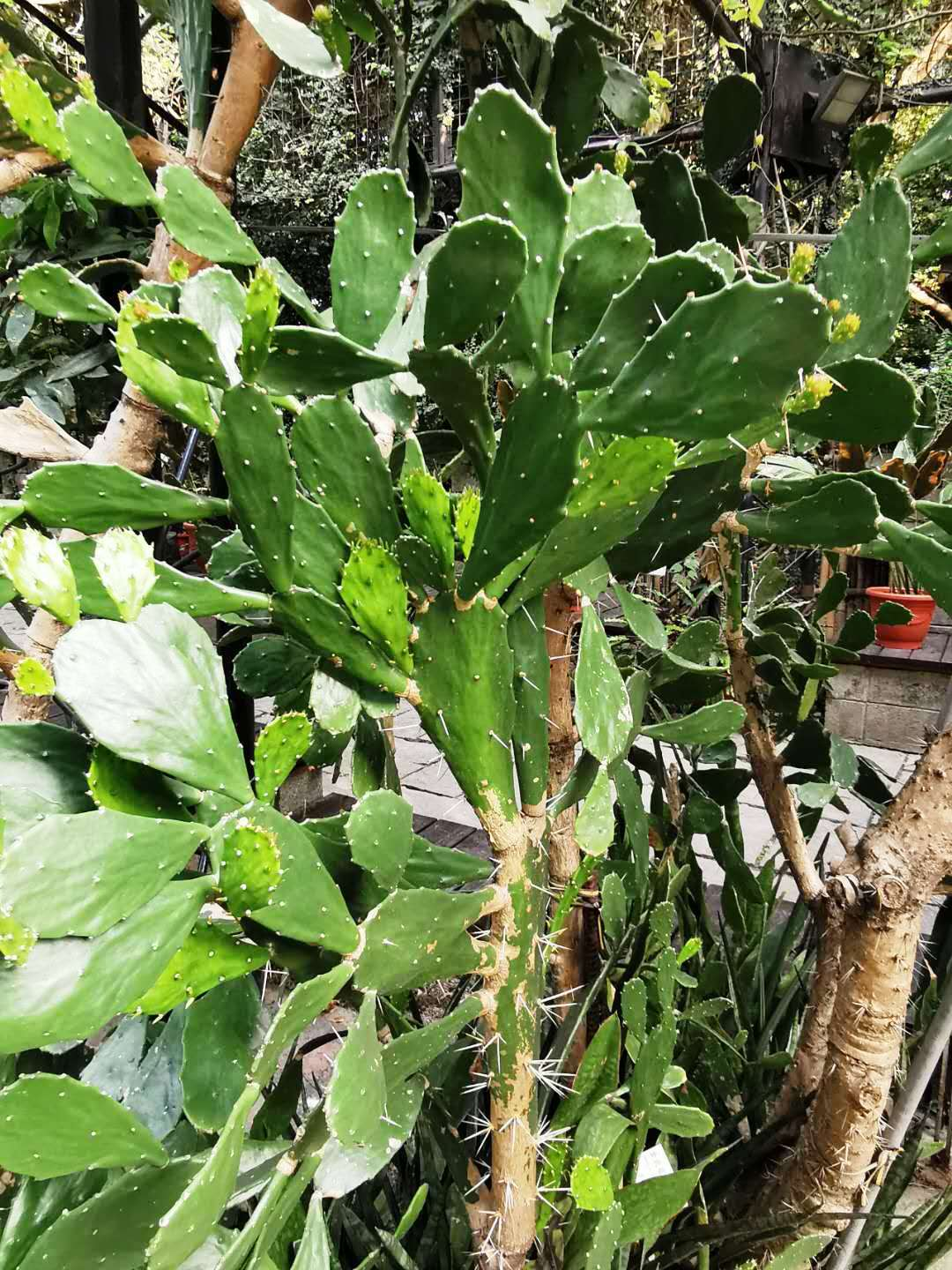
Tige charnue, plate, en forme de feuille.
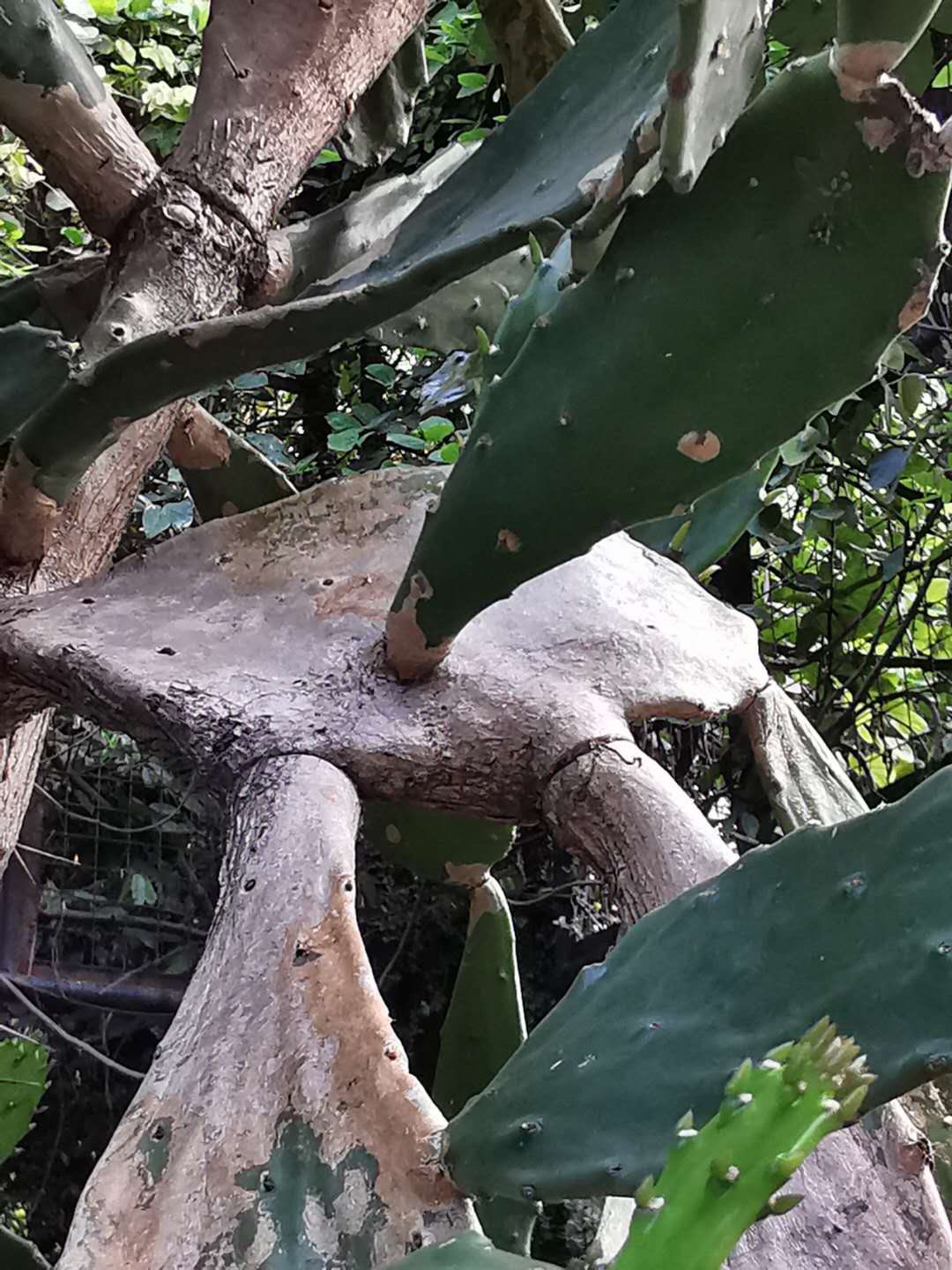
Vieilles tiges lignifiées.
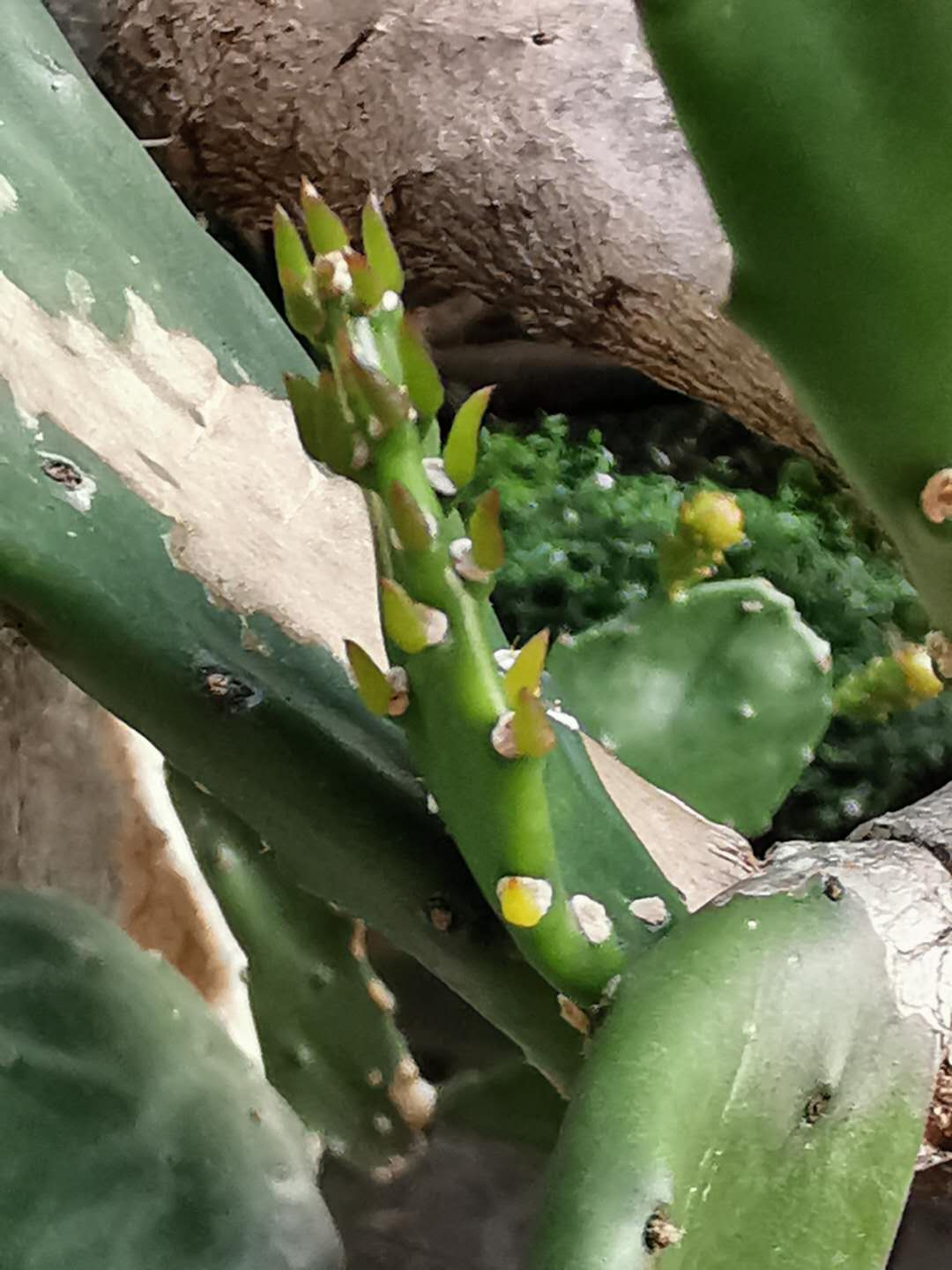
Les feuilles dégénèrent en aiguilles ou en petites épines charnues.
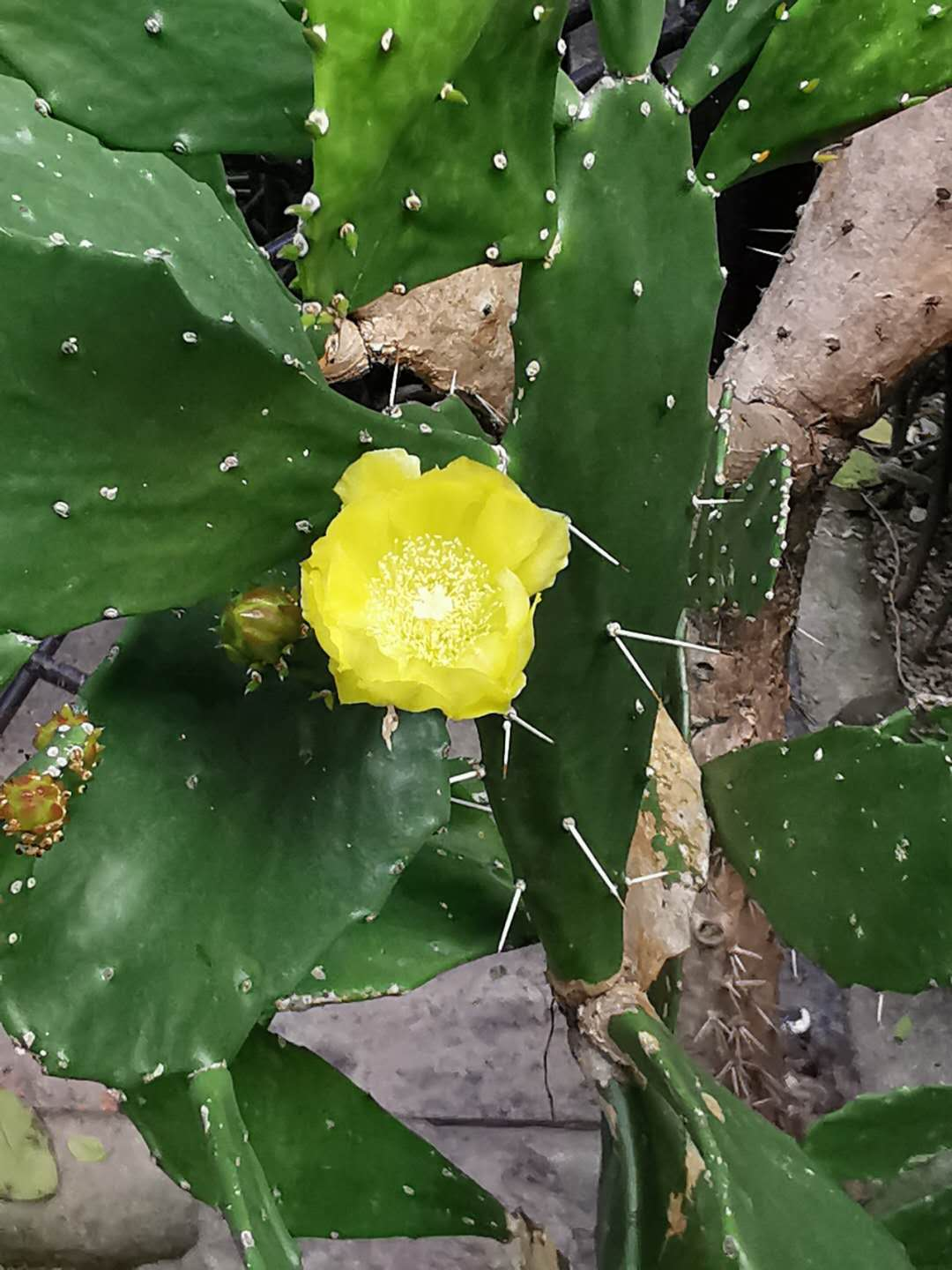
Les "feuilles" tombent tôt.
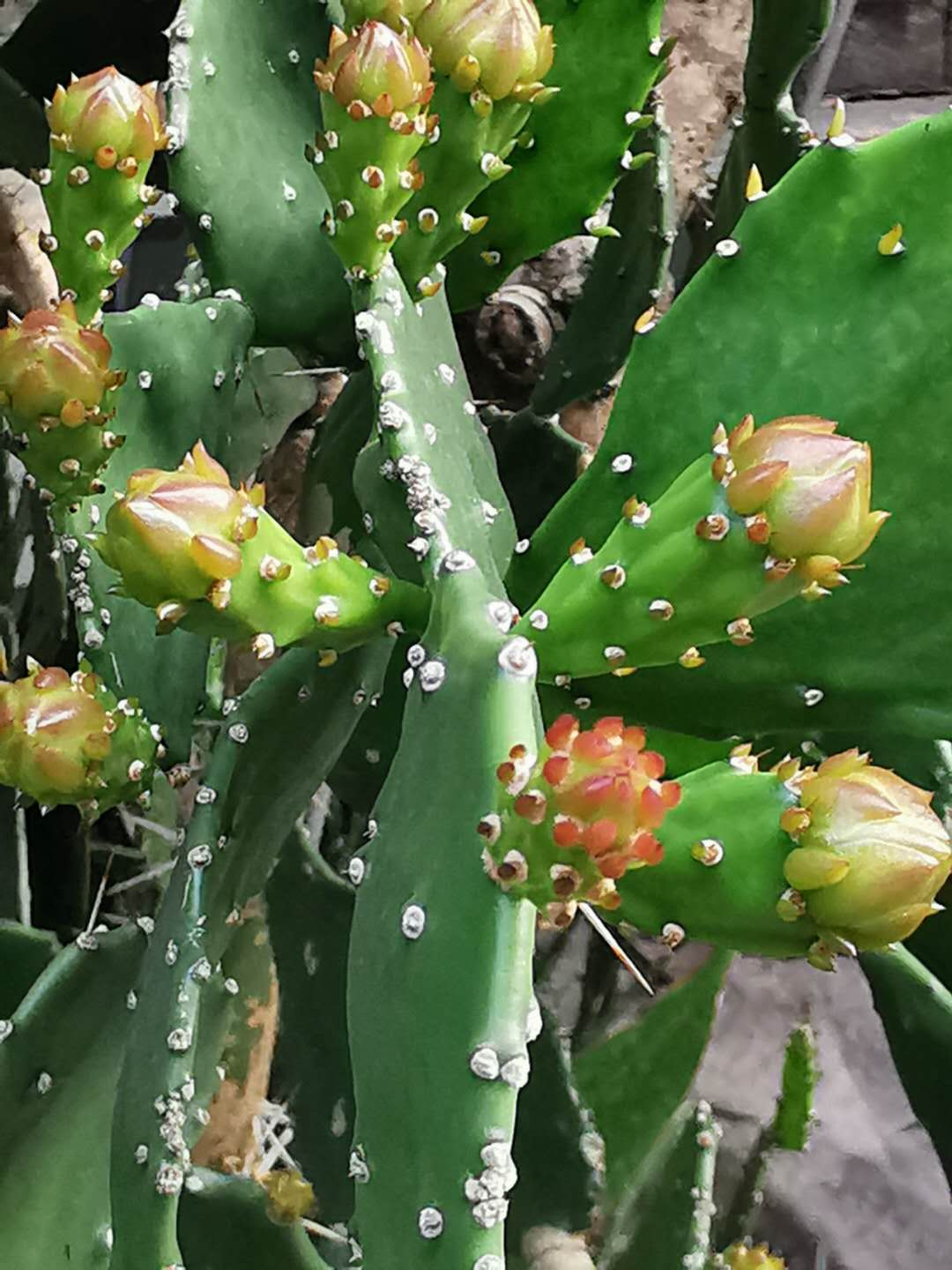
La "tige" peut fleurir sur le bord et les deux côtés.
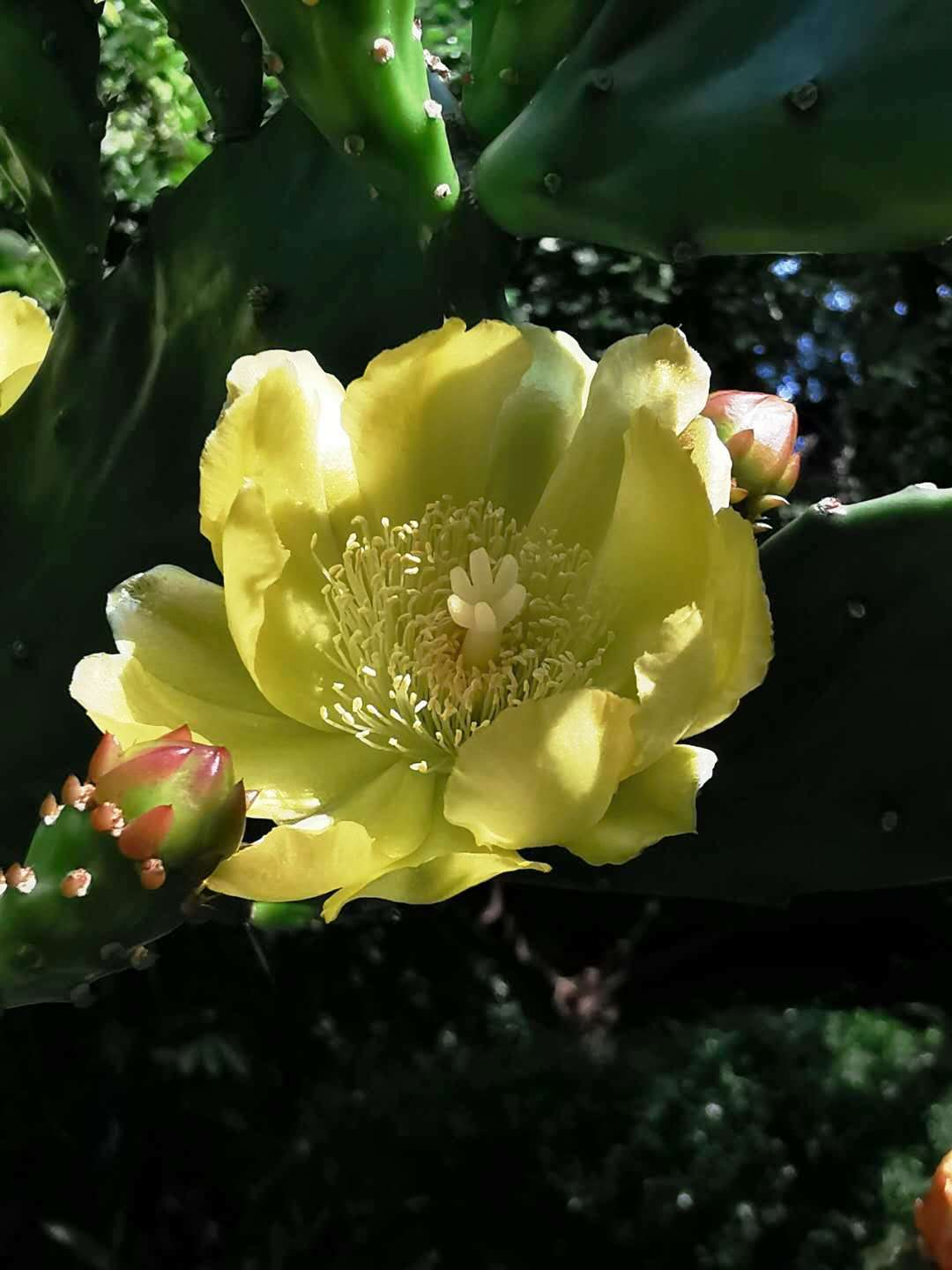
Fleur.
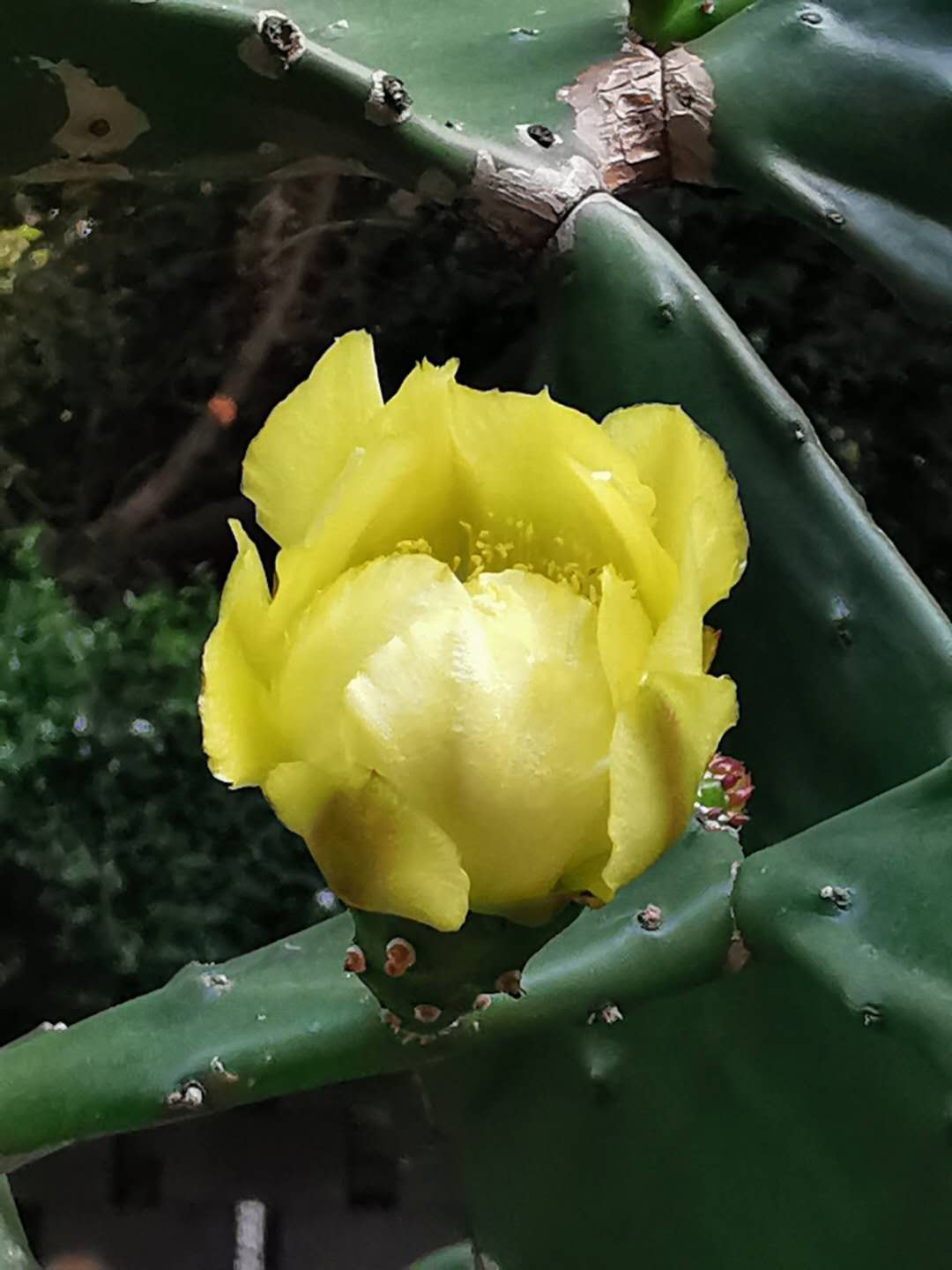
Fleur qui éclot.